# حصار طرابزون (1205–06)
كان حصار طرابزون من 1205 إلى 1206 محاولة من دولة سلاجقة الروم للسيطرة على المدينة على طول ساحل البحر الأسود. يشرح ويليام ميلر هذا الإجراء كعقاب على «عصيان ألكسيوس لأوامره [ كيخسرو الأول ]».
يوضح ميشيل كورشانسكي أن هذا الحصار غير الناجح كان ردًا على حليف طرابزون، تامار ملكة جورجيا، التي حاولت الاستيلاء على أرضروم في عام 1205، لكنها فشلت. عندما بدأ السلطان كيخسرو حملته العقابية ضد طرابزون، وجد طريقه مقيدًا ببضع ممرات في جبال بونتيك حيث تعرضت قواته لمضايقات السكان المحليين. علاوة على ذلك، استطاع ألكسيوس الرد على هجماته من خلال «إغلاق البحر» أمام جميع التجار، الذين لم يتمكنوا من السفر إلى شبه جزيرة القرم أو العودة من هناك. وبحسب ابن الأثير الجزري، تعرض التجار من جميع أنحاء الشرق الأوسط لإصابة خطيرة بسبب حصاره لطرابزون، وعندما التقوا في المعرض الكبير في سيواس، قاموا بتسليم شكاواهم للسلطان بصوت عالٍ.
يجادل كورشانسكي بأن فشل هذا الحصار أدى إلى الاستيلاء الناجح في وقت لاحق على سينوب في عام 1214، مما وفر للأتراك السلاجقة منفذًا إلى البحر الأسود.